# Gestrike-Hammarby IF
Gestrike-Hammarby IF, GHIF är en idrottsförening från Hammarby (Gästrike-Hammarby) i Sandvikens kommun i Gästrikland/Gävleborgs län, bildad 1920.
GHIF är per 2022 endast aktiv inom skidåkning, föreningen driver ett elljusspår i Hammarby. Föreningen har tidigare varit aktiv inom bordtennis, fotboll, friidrott, innebandy, ishockey, orientering, simning, skytte. I fotboll spelade GHIF seriespel mellan 1921 och 2016, mellan 2000 och 2005 fungerade man som farmarlag till Åshammars IK. Som högst nådde herrlaget division III: 1969 (när trean utgjorde den tredje högsta divisionen), 1995 samt 1997-2007 (fjärde högsta serienivån -2005, därefter femte). De ekonomiska påfrestningarna av spel i trean tvingade klubben att dra sig ur seriespel 2008 och återstarta i division VI. Föreningens damlag deltog i seriespel 2012-2014. Efter säsongen 2016 har GHIF inte deltagit i seriespel.
| Fotboll/innebandy |